# Venonia micans
Venonia micans là một loài nhện trong họ Lycosidae.
Loài này thuộc chi Venonia. Venonia micans được Eugène Simon miêu tả năm 1898.